# Krainhagen
Krainhagen ist eine Ortschaft der Stadt Obernkirchen im Landkreis Schaumburg mit etwa 1300 Einwohnern in Niedersachsen. Krainhagen liegt etwa 13 km östlich von Minden und 6 km südlich von Stadthagen. Krainhagen ist über die B 65 erreichbar.

## Geschichte
Die erste Erwähnung eines Ortes namens  „Krekenhagen“ stammt aus der Zeit um 1220, als ein Rodungszehnt für neu gerodetes Land erhoben wurde. Danach fehlen weitere Informationen, sodass davon auszugehen ist, dass der Ort wüst fiel. Erst in der zweiten Hälfte des 16. Jahrhunderts erscheint wieder ein Ort namens „In den Spreckern“ bzw. „Kreyenhagen“ in den Urkunden, der weitgehend von Kleinbauern bewohnt wurde.
Im 19. Jahrhundert entwickelte sich Krainhagen zu einem Wohnort von Bergarbeitern, Glasmachern und Korbmachern, die vornehmlich in den Obernkirchener Bergwerken bzw. Glashütten beschäftigt waren. In den 1920er Jahren waren diese Arbeiter vorwiegend sozialdemokratisch und kommunistisch organisiert. Nach dem Zweiten Weltkrieg wurde Krainhagen unter Bürgermeister Ernst-August Kranz systematisch zu einem gesuchten Wohnort ausgebaut.
Im Rahmen der Gebietsreform in Niedersachsen wurde die bis dahin eigenständige Gemeinde Krainhagen am 1. März 1974 in die Stadt Obernkirchen eingegliedert.

## Politik
Verteilung der Sitze im Ortsrat (Wahlperiode 2021–2026):
- 5 Sitze SPD
- 2 Sitze CDU

Ortsbürgermeister von Krainhagen ist seit 2018 Hermann Albers (SPD).

## Kultur
Zu einem überregional bekannten Klangkörper hat sich das 50 Musiker umfassende Blasorchester des TSV Krainhagen entwickelt.